# Eleições autárquicas portuguesas de 1976 no distrito de Évora
| Eleições autárquicas portuguesas de 1976 Distritos: Aveiro \| Beja \| Braga \| Bragança \| Castelo Branco \| Coimbra \| Évora \| Faro \| Guarda \| Leiria \| Lisboa \| Portalegre \| Porto \| Santarém \| Setúbal \| Viana do Castelo \| Vila Real \| Viseu \| Açores \| Madeira |

## Resultados por concelho
Os resultados nos concelhos do distrito de Évora foram os seguintes:

### Alandroal
| Partido                 | Partido                     | Votos | %               | Vereadores |
| ----------------------- | --------------------------- | ----- | --------------- | ---------- |
|                         | Frente Eleitoral Povo Unido | 2 503 | 55,92 / 100,00  | 3 / 5      |
|                         | Partido Socialista          | 1 497 | 33,45 / 100,00  | 2 / 5      |
|                         | Partido Social Democrata    | 243   | 5,43 / 100,00   | 0 / 5      |
| Votos Inválidos         | Votos Inválidos             | 233   | 5,20 / 100,00   |            |
| Total                   | Total                       | 4 476 | 100,00 / 100,00 | 5 / 5      |
| Eleitorado/Participação | Eleitorado/Participação     | 6 456 | 69,33 / 100,00  |            |

### Arraiolos
| Partido                 | Partido                                 | Votos | %               | Vereadores |
| ----------------------- | --------------------------------------- | ----- | --------------- | ---------- |
|                         | Frente Eleitoral Povo Unido             | 3 265 | 59,22 / 100,00  | 3 / 5      |
|                         | Partido Socialista                      | 1 800 | 32,65 / 100,00  | 2 / 5      |
|                         | Grupos Dinamizadores de Unidade Popular | 189   | 3,43 / 100,00   | 0 / 5      |
| Votos Inválidos         | Votos Inválidos                         | 259   | 4,70 / 100,00   |            |
| Total                   | Total                                   | 5 513 | 100,00 / 100,00 | 5 / 5      |
| Eleitorado/Participação | Eleitorado/Participação                 | 7 107 | 77,57 / 100,00  |            |

### Borba
| Partido                 | Partido                     | Votos | %               | Vereadores |
| ----------------------- | --------------------------- | ----- | --------------- | ---------- |
|                         | Frente Eleitoral Povo Unido | 2 313 | 48,35 / 100,00  | 3 / 5      |
|                         | Partido Socialista          | 2 257 | 47,18 / 100,00  | 2 / 5      |
| Votos Inválidos         | Votos Inválidos             | 214   | 4,47 / 100,00   |            |
| Total                   | Total                       | 4 784 | 100,00 / 100,00 | 5 / 5      |
| Eleitorado/Participação | Eleitorado/Participação     | 6 285 | 76,12 / 100,00  |            |

### Estremoz
| Partido                 | Partido                     | Votos  | %               | Vereadores |
| ----------------------- | --------------------------- | ------ | --------------- | ---------- |
|                         | Frente Eleitoral Povo Unido | 3 989  | 38,90 / 100,00  | 3 / 7      |
|                         | Centro Democrático Social   | 3 211  | 31,31 / 100,00  | 2 / 7      |
|                         | Partido Socialista          | 2 588  | 25,24 / 100,00  | 2 / 7      |
| Votos Inválidos         | Votos Inválidos             | 466    | 4,54 / 100,00   |            |
| Total                   | Total                       | 10 254 | 100,00 / 100,00 | 7 / 7      |
| Eleitorado/Participação | Eleitorado/Participação     | 14 563 | 70,41 / 100,00  |            |

### Évora
| Partido                 | Partido                                 | Votos  | %               | Vereadores |
| ----------------------- | --------------------------------------- | ------ | --------------- | ---------- |
|                         | Frente Eleitoral Povo Unido             | 11 258 | 41,48 / 100,00  | 3 / 7      |
|                         | Partido Socialista                      | 8 991  | 33,13 / 100,00  | 3 / 7      |
|                         | Partido Social Democrata                | 2 976  | 10,97 / 100,00  | 1 / 7      |
|                         | Centro Democrático Social               | 1 767  | 6,51 / 100,00   | 0 / 7      |
|                         | Grupos Dinamizadores de Unidade Popular | 984    | 3,63 / 100,00   | 0 / 7      |
| Votos Inválidos         | Votos Inválidos                         | 1 163  | 4,29 / 100,00   |            |
| Total                   | Total                                   | 27 139 | 100,00 / 100,00 | 7 / 7      |
| Eleitorado/Participação | Eleitorado/Participação                 | 36 985 | 73,38 / 100,00  |            |

### Montemor-o-Novo
| Partido                 | Partido                     | Votos  | %               | Vereadores |
| ----------------------- | --------------------------- | ------ | --------------- | ---------- |
|                         | Frente Eleitoral Povo Unido | 7 942  | 61,80 / 100,00  | 5 / 7      |
|                         | Partido Socialista          | 3 452  | 26,86 / 100,00  | 2 / 7      |
|                         | Partido Social Democrata    | 1 030  | 8,01 / 100,00   | 0 / 7      |
| Votos Inválidos         | Votos Inválidos             | 427    | 3,32 / 100,00   |            |
| Total                   | Total                       | 12 851 | 100,00 / 100,00 | 7 / 7      |
| Eleitorado/Participação | Eleitorado/Participação     | 15 685 | 81,93 / 100,00  |            |

### Mora
| Partido                 | Partido                                 | Votos | %               | Vereadores |
| ----------------------- | --------------------------------------- | ----- | --------------- | ---------- |
|                         | Frente Eleitoral Povo Unido             | 2 140 | 47,11 / 100,00  | 3 / 5      |
|                         | Partido Socialista                      | 2 113 | 46,51 / 100,00  | 2 / 5      |
|                         | Grupos Dinamizadores de Unidade Popular | 118   | 2,60 / 100,00   | 0 / 5      |
| Votos Inválidos         | Votos Inválidos                         | 172   | 3,79 / 100,00   |            |
| Total                   | Total                                   | 4 543 | 100,00 / 100,00 | 5 / 5      |
| Eleitorado/Participação | Eleitorado/Participação                 | 5 775 | 78,67 / 100,00  |            |

### Mourão
| Partido                 | Partido                     | Votos | %               | Vereadores |
| ----------------------- | --------------------------- | ----- | --------------- | ---------- |
|                         | Partido Socialista          | 1 033 | 67,25 / 100,00  | 4 / 5      |
|                         | Frente Eleitoral Povo Unido | 351   | 22,85 / 100,00  | 1 / 5      |
| Votos Inválidos         | Votos Inválidos             | 152   | 9,90 / 100,00   |            |
| Total                   | Total                       | 1 536 | 100,00 / 100,00 | 5 / 5      |
| Eleitorado/Participação | Eleitorado/Participação     | 2 674 | 57,44 / 100,00  |            |

### Portel
| Partido                 | Partido                     | Votos | %               | Vereadores |
| ----------------------- | --------------------------- | ----- | --------------- | ---------- |
|                         | Frente Eleitoral Povo Unido | 2 574 | 56,76 / 100,00  | 3 / 5      |
|                         | Partido Socialista          | 1 653 | 36,45 / 100,00  | 2 / 5      |
| Votos Inválidos         | Votos Inválidos             | 310   | 6,79 / 100,00   |            |
| Total                   | Total                       | 4 535 | 100,00 / 100,00 | 5 / 5      |
| Eleitorado/Participação | Eleitorado/Participação     | 6 283 | 72,18 / 100,00  |            |

### Redondo
| Partido                 | Partido                     | Votos | %               | Vereadores |
| ----------------------- | --------------------------- | ----- | --------------- | ---------- |
|                         | Frente Eleitoral Povo Unido | 1 941 | 47,01 / 100,00  | 3 / 5      |
|                         | Partido Socialista          | 1 022 | 24,75 / 100,00  | 1 / 5      |
|                         | Partido Social Democrata    | 874   | 21,17 / 100,00  | 1 / 5      |
| Votos Inválidos         | Votos Inválidos             | 292   | 7,07 / 100,00   |            |
| Total                   | Total                       | 4 129 | 100,00 / 100,00 | 5 / 5      |
| Eleitorado/Participação | Eleitorado/Participação     | 6 555 | 62,99 / 100,00  |            |

### Reguengos de Monsaraz
| Partido                 | Partido                     | Votos | %               | Vereadores |
| ----------------------- | --------------------------- | ----- | --------------- | ---------- |
|                         | Partido Socialista          | 2 381 | 40,80 / 100,00  | 3 / 5      |
|                         | Frente Eleitoral Povo Unido | 1 898 | 32,52 / 100,00  | 2 / 5      |
|                         | Partido Social Democrata    | 764   | 13,09 / 100,00  | 0 / 5      |
|                         | Centro Democrático Social   | 528   | 9,05 / 100,00   | 0 / 5      |
| Votos Inválidos         | Votos Inválidos             | 265   | 4,54 / 100,00   |            |
| Total                   | Total                       | 5 836 | 100,00 / 100,00 | 5 / 5      |
| Eleitorado/Participação | Eleitorado/Participação     | 8 755 | 66,66 / 100,00  |            |

### Vendas Novas
| Partido                 | Partido                     | Votos | %               | Vereadores |
| ----------------------- | --------------------------- | ----- | --------------- | ---------- |
|                         | Frente Eleitoral Povo Unido | 2 962 | 48,13 / 100,00  | 3 / 5      |
|                         | Partido Socialista          | 2 289 | 37,20 / 100,00  | 2 / 5      |
|                         | Centro Democrático Social   | 647   | 10,51 / 100,00  | 0 / 5      |
| Votos Inválidos         | Votos Inválidos             | 256   | 4,16 / 100,00   |            |
| Total                   | Total                       | 6 154 | 100,00 / 100,00 | 5 / 5      |
| Eleitorado/Participação | Eleitorado/Participação     | 8 744 | 70,38 / 100,00  |            |

### Viana do Alentejo
| Partido                 | Partido                                 | Votos | %               | Vereadores |
| ----------------------- | --------------------------------------- | ----- | --------------- | ---------- |
|                         | Frente Eleitoral Povo Unido             | 1 726 | 50,56 / 100,00  | 3 / 5      |
|                         | Partido Socialista                      | 1 228 | 35,97 / 100,00  | 2 / 5      |
|                         | Grupos Dinamizadores de Unidade Popular | 176   | 5,16 / 100,00   | 0 / 5      |
| Votos Inválidos         | Votos Inválidos                         | 284   | 8,32 / 100,00   |            |
| Total                   | Total                                   | 3 414 | 100,00 / 100,00 | 5 / 5      |
| Eleitorado/Participação | Eleitorado/Participação                 | 4 899 | 69,69 / 100,00  |            |

### Vila Viçosa
| Partido                 | Partido                     | Votos | %               | Vereadores |
| ----------------------- | --------------------------- | ----- | --------------- | ---------- |
|                         | Frente Eleitoral Povo Unido | 2 234 | 48,39 / 100,00  | 3 / 5      |
|                         | Partido Socialista          | 1 324 | 28,68 / 100,00  | 1 / 5      |
|                         | Centro Democrático Social   | 886   | 19,19 / 100,00  | 1 / 5      |
| Votos Inválidos         | Votos Inválidos             | 173   | 3,75 / 100,00   |            |
| Total                   | Total                       | 4 617 | 100,00 / 100,00 | 5 / 5      |
| Eleitorado/Participação | Eleitorado/Participação     | 6 445 | 71,64 / 100,00  |            |